# Wioślarstwo na Letnich Igrzyskach Olimpijskich 2012
Wioślarstwo na XXX Letnich Igrzyskach Olimpijskich w Londynie rozgrywane było w dniach 28 lipca – 4 sierpnia. Zawody odbyły się na torze Dorney Lake.
| Konkurencja                       | Kobiety | Mężczyźni |
| --------------------------------- | ------- | --------- |
| jedynka                           | W1x     | M1x       |
| dwójka podwójna                   | W2x     | M2x       |
| dwójka podwójna wagi lekkiej      | LW2x    | LM2x      |
| dwójka bez sternika               | W2-     | M2-       |
| czwórka podwójna                  | W4x     | M4x       |
| czwórka bez sternika wagi lekkiej |         | LM4-      |
| czwórka bez sternika              |         | M4-       |
| ósemka                            | W8+     | M8+       |

## Rezultaty

### Mężczyźni
| Konkurencja                              | Złoto | Czas    | Srebro | Czas    | Brąz | Czas    | Źródło |
| M1x (jedynka)                            | Mahé Drysdale | 6:57.82 | Ondřej Synek | 6:59.37 | Alan Campbell | 7:03.28 | [ 2 ]  |
| M2x (dwójka podwójna)                    | Nowa Zelandia · Nathan Cohen · Joseph Sullivan | 6:31.67 | Włochy · Alessio Sartori · Romano Battisti | 6:32.80 | Słowenia · Luka Špik · Iztok Čop | 6:34.35 | [ 3 ]  |
| LM2x (dwójka podwójna wagi lekkiej)      | Dania · Mads Rasmussen · Rasmus Hansen | 6:37.13 | Wielka Brytania · Zac Purchase · Mark Hunter | 6:37.78 | Nowa Zelandia · Storm Uru · Peter Taylor | 6:40.86 | [ 4 ]  |
| M2- (dwójka bez sternika)                | Nowa Zelandia · Eric Murray · Hamish Bond | 6:16.65 | Francja · Germain Chardin · Dorian Mortelette | 6:21.11 | Wielka Brytania · George Nash · William Satch | 6:21.77 | [ 5 ]  |
| M4x (czwórka podwójna)                   | Niemcy · Karl Schulze · Philipp Wende · Lauritz Schoof · Tim Grohmann | 5:42.48 | Chorwacja · David Šain · Martin Sinković · Damir Martin · Valent Sinković                                                                                      | 5:44.78 | Australia · Christopher Morgan · Karsten Forsterling · James McRae · Daniel Noonan                                                                                   | 5:45.22 | [ 6 ]  |
| M4- (czwórka bez sternika)               | Wielka Brytania · Alex Gregory · Peter Reed · Tom James · Andrew Triggs Hodge                                                                                             | 6:03.97 | Australia · William Lockwood · James Chapman · Drew Ginn · Joshua Dunkley-Smith                                                                                | 6:05.19 | Stany Zjednoczone · Glenn Ochal · Henrik Rummel · Charles Cole · Scott Gault                                                                                         | 6:07.20 | [ 7 ]  |
| LM4- (czwórka bez sternika wagi lekkiej) | Południowa Afryka · James Thompson · Matthew Brittain, · John Smith · Lawrence Ndlovu                                                                                     | 6:02.84 | Wielka Brytania · Peter Chambers · Rob Williams, · Richard Chambers · Chris Bartley                                                                            | 6:03.09 | Dania · Kasper Winther · Morten Jørgensen, · Jacob Barsøe · Eskild Ebbesen                                                                                           | 6:03.16 | [ 8 ]  |
| M8+ (ósemka)                             | Niemcy · Filip Adamski · Andreas Kuffner · Eric Johannesen · Maximilian Reinelt, · Richard Schmidt · Lukas Müller, · Florian Mennigen · Kristof Wilke, · Martin Sauer (S) | 5:48.75 | Kanada · Gabriel Bergen · Douglas Csima, · Robert Gibson · Conlin McCabe, · Malcolm Howard, Andrew Byrnes, · Jeremiah Brown · Will Crothers, · Brian Price (S) | 5:49.98 | Wielka Brytania · Alex Partridge · James Foad · Tom Ransley · Richard Egington · Mohamed Sbihi · Greg Searle · M. Lanridge · Constantine Louloudis · Phelan Hill (S) | 5:51.18 | [ 9 ]  |

### Kobiety
| Konkurencja                         | Złoto | Czas    | Srebro | Czas    | Brąz | Czas    | Źródło |
| W1x (jedynka)                       | Miroslava Knapková | 7:54.37 | Fie Udby Erichsen | 7.57.72 | Kim Crow | 7:58.04 | [ 10 ] |
| W2x (dwójka podwójna)               | Wielka Brytania · Anna Watkins · Katherine Grainger | 6:55.82 | Australia · Kim Crow · Brooke Pratley | 6:58.55 | Polska · Magdalena Fularczyk · Julia Michalska | 7:07.92 | [ 11 ] |
| LW2x (dwójka podwójna wagi lekkiej) | Wielka Brytania · Katherine Copeland · Sophie Hosking | 7:09.30 | Chiny · Xu Dongxiang · Huang Wenyi | 7:11.93 | Grecja · Christina Jazidzidu · Aleksandra Tsiawu | 7:12.09 | [ 12 ] |
| W2- (dwójka bez sternika)           | Wielka Brytania · Helen Glover · Heather Stanning | 7:27.13 | Australia · Kate Hornsey · Sarah Tait | 7:29.86 | Nowa Zelandia · Juliette Haigh · Rebecca Scown | 7:30.19 | [ 13 ] |
| W4x (czwórka podwójna)              | Ukraina · Kateryna Tarasenko · Natalija Dowhod´ko · Anastasija Kożenkowa · Jana Dementiewa                                                                            | 6:35.93 | Niemcy · Annekatrin Thiele · Carina Bär · Julia Richter · Britta Oppelt | 6:38.09 | Stany Zjednoczone · Natalie Dell · Kara Kohler · Megan Kalmoe · Adrienne Martelli | 6:40.63 | [ 14 ] |
| W8+ (ósemka)                        | Stany Zjednoczone · Erin Cafaro · Zsuzsanna Francia · Esther Lofgren · Taylor Ritzel · Meghan Musnicki · Elle Logan · Caroline Lind · Caryn Davies · Mary Whipple (S) | 6:10.59 | Kanada · Janine Hanson · Rachelle de Jong · Krista Guloien · Lauren Wilkinson · Natalie Mastracci · Ashley Brzozowicz · Darcy Marquardt · Andreanne Morin · Lesley Thompson-Willie (S) | 6:12.06 | Holandia · Jacobine Veenhoven · Nienke Kingma · Chantal Achterberg · Sytske De Groot · Roline Repelaer van Driel · Claudia Belderbos · Carline Bouw · Annemiek de Haan · Anne Schellekens (S) | 6:13.12 | [ 15 ] |

## Tabela medalowa
| Miejsce | Państwo           | Złoto | Srebro | Brąz | Razem |
| ------- | ----------------- | ----- | ------ | ---- | ----- |
| 1       | Wielka Brytania   | 4     | 2      | 3    | 9     |
| 2       | Nowa Zelandia     | 3     | 0      | 2    | 5     |
| 3       | Niemcy            | 2     | 1      | 0    | 3     |
| 4       | Dania             | 1     | 1      | 1    | 3     |
| 5       | Czechy            | 1     | 1      | 0    | 2     |
| 6       | Stany Zjednoczone | 1     | 0      | 2    | 3     |
| 7       | Południowa Afryka | 1     | 0      | 0    | 1     |
| 7       | Ukraina           | 1     | 0      | 0    | 1     |
| 9       | Australia         | 0     | 3      | 2    | 5     |
| 10      | Kanada            | 0     | 2      | 0    | 2     |
| 11      | Chiny             | 0     | 1      | 0    | 1     |
| 11      | Chorwacja         | 0     | 1      | 0    | 1     |
| 11      | Francja           | 0     | 1      | 0    | 1     |
| 11      | Włochy            | 0     | 1      | 0    | 1     |
| 15      | Grecja            | 0     | 0      | 1    | 1     |
| 15      | Holandia          | 0     | 0      | 1    | 1     |
| 15      | Polska            | 0     | 0      | 1    | 1     |
| 15      | Słowenia          | 0     | 0      | 1    | 1     |
|         | Razem             | 14    | 14     | 14   | 42    |